# O Maior Troféu
O Maior Troféu é o oitavo álbum de estúdio da cantora brasileira Damares, lançado pela Sony Music Brasil em 2013, com produção musical de Melk Carvalhedo e Emerson Pinheiro. O álbum contou com várias participações especiais, nomeadamente dos cantores Anderson Freire, Jotta A, Brenda dos Santos em "Celebrando a Vida" e Thalles Roberto na canção"A Dracma e o Seu Dono" respectivamente.
Muito antes de chegar a fábrica e ser lançado oficialmente, ele foi certificado como disco de platina, pela vendagem superior a oitenta mil cópias; igual como aconteceu com o álbum anterior a este, Diamante, que mesmo antes de ser lançado, foi certificado disco de platina. A tiragem inicial foi de cem mil cópias.
O álbum, foi lançado na loja Gospel Goods em março, como pré venda e um mês depois, o álbum ficou na primeira posição como o mais vendido da loja. O CD foi lançado em formato físico e digital.
Nas faixas do álbum contém regravações das músicas do cantor evangélico Felipe Farkas, sendo estas: "Todo Olho Verá", "Você mais Deus", "Davi ou Mical ?" e "Alto Preço".
Sendo que no final de 2013, o álbum foi indicada na primeira fase ao terceiro Troféu Promessas, nas indicações de "Melhor CD" e "Melhor Música" com o álbum e a música homnima respec. Na primeira fase.

## Antecedentes
No finalzinho de 2011, Damares lança o álbum de vídeo Uma Vida, Uma História - Ao Vivo, em formato de álbum de vídeo; contanto que no início de 2012, a cantora lança o DVD em formato de álbum ao vivo.
Fazendo isto, depois deste lançamento, Damares anuncia em sua conta que iria lançar o seu oitavo álbum no início do segundo semestre do mesmo ano:
| “ | Essa semana já escolhi de cara duas canções para meu CD, arrepiou, linda as canções, coisa dos Céus | ” |

Sendo que o diretor e a cantora disseram que poderiam começar a enviar as composições para seu email eletrônico; Maurício Soares disse que era pra caprichar.
Estava cogitado o lançamento do CD entre os meses de novembro e dezembro de 2012, porém foi modificado para a segunda quinzena de março de 2013. Segundo informações, a data de lançamento foi adiada por causa de alguns compromissos da cantora. Apesar do lançamento já ter sido trocado para ser em março, acabou que por alguns problemas, o álbum iria ser lançado na primeira quinzena do mês de abril; sua assessoria modificou de novo a data de lançamento, sendo ela 30 de abril.

## Desenvolvimento
O álbum é produzido por Emerson Pinheiro e Melk Carvalhedo. As gravações do CD começaram no mês de novembro.
No dia 14 de janeiro, a cantora informou em seu Twitter que o nome de seu CD, e que seu compositor é Tony Ricardo. A capa da obra foi realizada pela Quartel Design.
Em 14 de fevereiro, a cantora revelou em seu twitter as participações que estará, dessas participações a cantora só revelou três pessoas, sendo Brenda dos Santos, Anderson Freire e Jotta A; os participantes junto com a cantora irão cantar na faixa escrita por Anderson Freire de título Celebrando a Vida.
No dia 21 de fevereiro, a cantora usou o seu microblog para divulgar a nova participação, que foi o cantor Thalles Roberto, que fará dueto na canção "A Dracma Perdida".
| “ | Pra quem esperava e queria saber quem era que ia cantar comigo na segunda participação do meu novo CD O Maior Troféu está aí! @ThallesRoberto Ficou lindo, lindo, lindo! | ” |

Em 11 de março, em um canal no Youtube postou um vídeo em que num evento com a cantora Tângela Viera, Damares faz uma referência sobra uma música de título "Temporal de Poder", escrito por sua parceira no vídeo, dizendo ser de seu CD, sendo verdade. O vídeo chegou a 7 mil exibições em 5 dias.
O encarte do CD tiveram 2 fotógrafos, sendo o primeiro Marcos Hemes que tirou as fotos na cidade do Rio de Janeiro e Manoel Guimarães, que tirou a segunda parte de fotos em Curitiba.
A Sony, liberou no dia 22 de março, a capa do CD em sua página oficial no Facebook. As características da capa são a cantora no centro com uma blusa verde e uma saia laranja com um cinto bronzeado, seu cabelo esta solto e todo encaracolado. O logotipo do CD foi feito como Hotstamping dourado. O figurino de Damares ficou por conta da personal stylist Salisa Barbosa.
No dia 27 de março de 2013, a cantora atingiu a marca de meio milhão de seguidores em seu Facebook. A página oficial tem pouco mais de um ano e mantém a média de 2 mil novos seguidores por dia.
| “ | Estou muito feliz com o resultado desse trabalho. As fotos ficaram lindas, a Quartel Design fez um excelente trabalho e espero que vocês gostem do resultado final. | ” |

## Marketing
Depois do término de toda a gravação do repertório as músicas foram mandadas pra o Sterling Sound, que fica situada em Nova Iorque, Estados Unidos para a masterização do som, o engenheiro de masterização senior Tom Coyne ficou a cargo do trabalho. As canções chegaram ao Brasil no dia 9 de abril, para a masterização do CD.
A assessoria da gravadora Sony Music divulgou em seu blog o planejamento do lançamento do álbum pelo Brasil. No dia 10 de abril, Damares participara de programas na Rádio Vida, no estado de São Paulo, em 13 do mesmo mês a cantora estará em Juiz de Fora, Minas Gerais, em 20 de abril, a cantora estará em Aracaju, Sergipe e no dia 21 de abril, a cantora irá ao Rio de Janeiro e permanecerá na cidade por mais alguns dias atendendo a sua agenda de compromissos.
| “ | Estamos dando prosseguimento à produção dos materiais de pontos de vendas, à agenda de entrevistas, promoção e tudo o mais que iremos fazer por ocasião deste grande lançamento. Este CD já será lançado com uma campanha especial de Dia das Mães e cremos que o resultado será espetacular!. | ” |

No mês de maio, a cantora fara apresentações em Lençóis Paulista, São Paulo no dia 8, em Arraial do Cabo no Rio de Janeiro no dia 10, em Brasília, Distrito Federal no dia 1 e também participando do Louvor Norte, em Belém do Pará no dia 19 e dia 31 de maio com apresentação em Recife, Pernambuco.
O CD físico foi lançado somente com quinze faixas e a décima sexta foi lançada em forma de download digital.

## Lançamento dossingles
O lançamento do single foi na Radio Vida 96.6, na quarta-feira do dia 10 de abril. A cantora divulgou em primeira mão, o single que é do mesmo título do CD, O Maior Troféu. O single foi lançado no site do iTunes no dia 22 de abril. Um dia antes do álbum ser lançado em formato físico.
Em dezembro de 2013, Damares fica com o título de artista número 1 nos serviços de RingBackTone com mais de 800 mil downloads, pelo primeiro single do CD, "O Maior Troféu". No dia 13 do mesmo mês, a cantora recebeu um quadro comemorativo pela marca alcançada, sendo esta dada pelo presidente da Sony Music Brasil, Alexandre Schiavo, e pelo diretor-executivo da divisão religiosa da gravadora, Maurício Soares.
O segundo single do álbum, "A Dracma e o seu Dono", foi lançado em 14 de fevereiro de 2014 em formato de lyric video, na plataforma da cantora no canal VEVO. Na canção, Damares faz parceria com o cantor Thalles Roberto; As gravações do vídeo-clipe começaram em março do mesmo ano, o diretor responsável pela gravação é Hugo Pessoa. A canção consegui alcançar o trigésimo segundo lugar na lista da Billboard Brasil no mês de dezembro de 2013, depois ela subiu para a décima posição no mês de maio de 2014, e caiu para décima quinta, no mês de junho e caindo para a décima sexta posição tendo subiu para a décima quinta novamente no mês de agosto e caiu três posições ficando em décima oitava de novo.

## Recepção da crítica
| Críticas profissionais | Críticas profissionais |
| Avaliações da crítica  | Avaliações da crítica  |
| Fonte                  | Avaliação              |
| ---------------------- | ---------------------- |
| Super Gospel           | (Positiva)             |
| Gospel Channel Brasil  | 8.5 de 10 estrelas.    |
| O Propagador           | 8.5 de 10 estrelas.    |
| Portal Pentecostal     | 6.9 de 10 estrelas.    |
| Olhar Pentecostal      | (Mista)                |
| Casa Gospel            | 7.5 de 10 estrelas.    |

Depois de ser lançado, o álbum conteve fortes críticas ao repertório do CD, encarte e coisas mais, sendo que a cantora depois de ler escreveu em seu Twitter, retrucou sobre as "análises" de blogueiros sobre seu CD.
Sites como Super Gospel, Gospel Channel Brasil e O Propagador falaram muito bem sobre o álbum, no primeiro citado, o colunista Daniel de Carvalho falou que Damares é "Um dos grandes nomes da nova geração da música pentecostal no Brasil", falando que o álbum "(...) Trouxe um novo patamar ao ministério da cantora, solidificando sua carreira na música gospel, tanto que em pouco tempo de lançamento, foi certificado com disco de platina. Premiação que a cada dia se torna mais difícil no mercado fonográfico, devido a pirataria." e acabou dando um favorável ao disco.
No Gospel Channel Brasil, o "Provocador Gospel" deu um oito vírgula cinco de cem pelo CD. Chamando também a atenção pelo fato de algumas palavras no encarte do CD estarem erradas, como, por exemplo, a faixa de número doze, "Oração de Jabes" que se resume no décimo terceiro livro da Bíblia, que é no primeiro livro de Crônicas, no capítulo quatro no versículo nove; o personagem de nome Jabes é escrito com Z (ex: Jabez) envés de S.
O site Portal Pentecostal criticou fortemente o disco, o autor da análise, Renzo Ozzner, comentou sobre suas expectativas sobre o CD, dizendo: "Tanta expectativa para um CD normal, Damares tentou inovar, e conseguiu, mas não significa que ela acertou na dose de inovação. Além de exagerar na lentidão em algumas músicas, pecou na evolução de outras, em algumas canções você fica esperando aquele refrão bom, que empolga, e não acontece." No final do texto, o resenhista do portal acabou dando 6.9 para o álbum, fazendo com que teja seis canções nas quais seja muito "boas" para o disco, sendo estas: "A Essência da Adoração", "Alto Preço", o single "O Maior Troféu", "A Vida Venceu", "Você mais Deus" e "Pode ser Hoje".
Já no O Propagador a colunista Tayse de Souza afirmou que este trabalho apresenta a cantora mais madura musicalmente, dizendo que tem chances de ser um dos "melhores álbuns pentecostais do ano".
| “ | Depois de dois discos, Apocalipse e Diamante, que se firmaram como grandes sucessos, a cantora apresenta seu mais recente álbum pela gravadora Sony Music. "O Maior Troféu" vem com a missão de manter Damares no posto de destaque pentecostal, e com o desafio de manter o sucesso de vendas de seus antecessores...Em alguns momentos ao longo do álbum, tem-se a impressão de estar ouvindo um trabalho de outro tempo. Certos músicas e arranjos parecem saídos de discos do começo dos anos 2000, como Recompensa de Cassiane. Isso é ótimo. Damares fez um disco essencialmente pentecostal, mantendo o pop, que insiste em invadir as produções do gênero, presente, mas sob controle. "O Maior Troféu" traz uma Damares musicalmente madura e em seu melhor momento. As interpretações estão mais comedidas, mas não menos fortes, como pede o estilo pentecostal. É um disco muito correto, tecnicamente bem pensado, com poucos deslizes realmente significativos e com potencial para ser um dos melhores álbuns pentecostais do ano. | ” |

As críticas foram tão fortes para o álbum, pela questão também de Agailton Silva, o compositor de sucessos como "Apocalipse", "Sabor de Mel", "Um Novo Vencedor", "Diamante" entre outras que emplacou a carreira da cantora, ter ficado de fora deste e também pelo fato do cantor Emerson Pinheiro trabalhar como co-produtor também deixaram os fãs intrigados, mais por essas e outras que o álbum foi alvo de grandes críticas sobre parte do público.

## Faixas
| Edição padrão  |                                                               |                  |                  |         |  |
| N.º            | Título                                                        | Compositor(es)   | Produtor(es)     | Duração |  |
| 1.             | "A Vida Venceu"                                               | Jeann e Júnior   | Melk Carvalhedo  | 5:30    |  |
| 2.             | "O Maior Troféu"                                              | Tony Ricardo     | Melk Carvalhedo  | 5:12    |  |
| 3.             | "Todo Olho o Verá"                                            | Moisés Cleyton   | Melk Carvalhedo  | 5:05    |  |
| 4.             | "Pode Ser Hoje"                                               | Tângela Vieira   | Melk Carvalhedo  | 5:45    |  |
| 5.             | "A Essência da Adoração"                                      | Marcos e Matteus | Emerson Pinheiro | 5:00    |  |
| 6.             | "A Dracma e o Seu Dono" (part: Thalles Roberto)               | Anderson Freire  | Melk Carvalhedo  | 5:20    |  |
| 7.             | "Adorador"                                                    | Nice Santos      | Melk Carvalhedo  | 5:14    |  |
| 8.             | "Você Mais Deus"                                              | Moisés Cleyton   | Emerson Pinheiro | 4:30    |  |
| 9.             | "Sou Teu Deus"                                                | Moisés Cleyton   | Emerson Pinheiro | 4:21    |  |
| 10.            | "Alto Preço"                                                  | Anderson Freire  | Melk Carvalhedo  | 5:34    |  |
| 11.            | "Temporal de Poder"                                           | Tângela Vieira   | Melk Carvalhedo  | 5:00    |  |
| 12.            | "A Oração de Jabes"                                           | Anderson Freire  | Emerson Pinheiro | 4:22    |  |
| 13.            | "Davi ou Mical"                                               | Moisés Cleyton   | Melk Carvalhedo  | 4:40    |  |
| 14.            | "Tô Na Estrada"                                               | Anderson Freire  | Melk Carvalhedo  | 3:42    |  |
| 15.            | "Celebrando a Vida" (part: Brenda, Jotta A e Anderson Freire) | Anderson Freire  | Melk Carvalhedo  | 4:53    |  |
| Duração total: | Duração total:                                                | Duração total:   | Duração total:   | 1:13:57 |  |

| Faixas bônus no Brasil |         |                              |                 |         |  |
| N.º                    | Título  | Compositor(es)               | Produtor(es)    | Duração |  |
| 16.                    | "Sonhe" | Anderson Lima e Tony da Mata | Melk Carvalhedo | 4:39    |  |

## Certificações
No início de seu lançamento o álbum foi certificado com disco de ouro, depois de algumas semanas, o álbum passou pra disco de platina por mais de oitenta mil cópias vendidas, sendo que em setembro a cantora ganhou disco de platina duplo, por mais de cento e setenta mil cópias vendidas no país.
Em 28 de julho do mesmo ano, o colunista Lauro Jardim falou pelo site da Revista Veja sobre os discos mais vendidos do primeiro semestre de 2013, dizendo que nenhum artista tinha passado de mais de quinhentas mil cópias, porém naquele mês os projetos fonográficos mais vendidos no ano foram dos intérpretes que são Luan Santana, seguido da coletânea No Coração da Jornada, Paula Fernandes, a própria cantora e Roberto Carlos.
| País   | Empresa | Certificação | Vendas   |
| ------ | ------- | ------------ | -------- |
| Brasil | MCK     | Ouro         | +40.000  |
| Brasil | MCK     | Platina      | +80.000  |
| Brasil | MCK     | 2× Platina   | +200.000 |
| Brasil | MCK     | Diamante     | +300.000 |

## Indicações

### Troféu Promessas
| Ano  | Categoria                        | Resultado |
| ---- | -------------------------------- | --------- |
| 2013 | Melhor Música - "O Maior Troféu" | Indicado  |
| 2013 | Melhor CD                        | Indicado  |

## Histórico de lançamento
| Estado/País                     | Data                | Formato          | Editora discográfica |
| ------------------------------- | ------------------- | ---------------- | -------------------- |
| São Paulo                       | 10 de abril de 2013 | CD e playback    | Sony Music Brasil    |
| Minas Gerais                    | 10 de abril de 2013 | CD e playback    | Sony Music Brasil    |
| Sergipe                         | 20 de abril de 2013 | CD e playback    | Sony Music Brasil    |
| Rio de Janeiro                  | 21 de abril de 2013 | CD e playback    | Sony Music Brasil    |
| Lençóis Paulistas, São Paulo    | 8 de maio de 2013   | CD e playback    | Sony Music Brasil    |
| Arraial do Cabo, Rio de Janeiro | 10 de maio de 2013  | CD e playback    | Sony Music Brasil    |
| Brasília, Distrito Federal      | 11 de maio de 2013  | CD e playback    | Sony Music Brasil    |
| Belém (Pará), Pará              | 19 de maio de 2013  | CD e playback    | Sony Music Brasil    |
| Recife, Pernambuco              | 31 de maio de 2013  | CD e playback    | Sony Music Brasil    |
| França                          | 29 de Abril         | download digital | Sony Music Brasil    |
| Austrália                       | 29 de Abril         | download digital | Sony Music Brasil    |
| Nova Zelândia                   | 29 de Abril         | download digital | Sony Music Brasil    |
| Países Baixos                   | 29 de Abril         | download digital | Sony Music Brasil    |
| Suíça                           | 29 de Abril         | download digital | Sony Music Brasil    |
| Chéquia                         | 29 de Abril         | download digital | Sony Music Brasil    |
| Itália                          | 29 de Abril         | download digital | Sony Music Brasil    |
| Noruega                         | 29 de Abril         | download digital | Sony Music Brasil    |
| Polônia                         | 29 de Abril         | download digital | Sony Music Brasil    |
| Espanha                         | 29 de Abril         | download digital | Sony Music Brasil    |
| Bélgica                         | 29 de Abril         | download digital | Sony Music Brasil    |
| Índia                           | 29 de Abril         | download digital | Sony Music Brasil    |
| Alemanha                        | 29 de Abril         | download digital | Sony Music Brasil    |
| Reino Unido                     | 29 de Abril         | download digital | Sony Music Brasil    |
| Irlanda                         | 29 de Abril         | download digital | Sony Music Brasil    |
| Canadá                          | 29 de Abril         | download digital | Sony Music Brasil    |

## Desempenho
Posições
| Tabela musical            | Melhor posição |
| ------------------------- | -------------- |
| Brasil - Gospel Brasil 50 | 4              |

| Tabela musical            | Melhor posição |
| ------------------------- | -------------- |
| Brasil - Gospel Brasil 50 | 10             |